# 環境リレーションズ研究所
環境リレーションズ研究所（かんきょうリレーションズけんきゅうじょ）は、東京都に本部を置く認定特定非営利活動法人。1999年10月1日に任意団体として活動を開始し、2003年9月8日に特定非営利活動法人として登記、2010年4月1日に国税庁の認定を受け認定特定非営利活動法人となった。

## 概要
環境リレーションズ研究所は、企業や行政、団体等が生活者を巻き込んだ環境プロジェクトに取り組むために必要となる前例や実績をつくるため、環境行動に特化したマーケティングリサーチから得られた仮説を検証し、実証実験や社会実験を行うための受け皿役を担っている。生活者と企業、行政、学校などを繋ぎ、協働体を組成して様々なエコアクションを誘発するためのプラットフォーム機能を目指している。

## 活動
プレゼントツリー
主たる活動であるプレゼントツリーは、人口が偏る都会から過疎の進む地域に人・モノ・カネ・情報の流れを創り、森と周辺地域を守り続けようとする社会実験の1つ。北海道から九州まで、今迄に国内53箇所において「森林整備協定（または契約）」を締結しており、国内最大規模の森づくりNPOである 。
調査・研究
2003年3月 経済産業省平成14年度「新エネルギー等導入促進調査」の一環として、「省エネ新エネ等、エネルギー・環境コミュニケーションに対する市民の行動実態調査」研究報告書発行。
2004年3月 経済産業省平成15年度「個別自治体におけるエネルギー・環境施策策定のためのインフラ導入に関するFS調査」として、「特定エリアにおけるエネルギー・環境関連施策浸透度、およびエネルギー・環境関連行動、団体活動の実態調査」報告書発行。
復興支援
2011年3月にREVIVE JAPAN基金を立ち上げ、災害からの復旧〜復興事業を開始。
受賞歴
2008年12月 環境大臣賞受賞。
2015年3月 環境省グッドライフアワード2015実行委員会特別賞「環境と地域づくり」受賞
2022年6月 森林×脱炭素チャレンジ2022」林野庁長官賞受賞。